# Contea di Osceola (Michigan)
La contea di Osceola, in inglese Osceola County, è una contea dello Stato del Michigan, negli Stati Uniti. La popolazione al censimento del 2000 era di 23 197 abitanti. Il capoluogo di contea è Reed City.

## Città
- Evart
- Reed City